# Afumați (okręg Aluta)
Afumați – wieś w Rumunii, w okręgu Aluta, w gminie Leleasca. W 2011 roku liczyła 152 mieszkańców.